# Underlandet (Liseberg)
Underlandet är en åkattraktion i nöjesparken Liseberg i Göteborg. Attraktionen skulle ha premiär till säsongen 2020, men Liseberg tvingades ha stängt hela året på grund av Covid-19-pandemin.
Åkattraktionen är av typen Dark ride, där de åkande sitter i rälsburna gondoler som färdas genom olika miljöer innehållande animationer, ljud- och ljuseffekter, animatronics och andra effekter. Attraktionen är placerad i barnområdet Kaninlandet, och beräknades kosta 150 miljoner kronor.
Underlandet ersatte attraktionen Sagoslottet, som revs för att göra plats för berg- och dalbanan Valkyria.